# Неофит Никејски
Свети мученик Неофит је родом из Никеје. Будући још дететом чињаше чудеса велика благодаћу Божјом. Извео воду из камена, васкрсао своју мртву мајку. Белим голубом одведен у гору Олимпијску где из једне пећине истера лава и он се настани унутра. Мучен за Христа у петнаестој години својој, у време цара Диоклецијана, и то у Никеји. Никако се не хте одрећи Христа. После бијења и тамновања бачен у огањ, но Бог га очува жива. Тада га ставише пред гладног лава, но лав се умиљаваше око Неофита. Светитељ позна у томе лаву онога истог, у чијој се пећини он подвизавао, па га помилова и нареди му да иде опет у своју пећину. Тада Неофита прободу копљем и он се пресели душом у дворе Господње.
Српска православна црква слави га 21. јануара по црквеном, а 3. фебруара по грегоријанском календару.